# Diapetimorpha taschenbergii
Diapetimorpha taschenbergii là một loài tò vò trong họ Ichneumonidae.